# Мохамед Деллахі Ялі
Мохамед Деллахі Ялі (араб. محمد يحيى دلاهي, нар. 1 листопада 1997, Нуакшот) — мавританський футболіст, півзахисник іракського клубу «Аль-Худуд».

## Клубна кар'єра
У дорослому футболі дебютував 2014 року виступами за команду «Тевраг-Зейна», в якій провів два сезони. 
Згодом з 2016 по 2017 рік грав у складі команд «Нуадібу» та «Лієпая».
Своєю грою за останню команду привернув увагу представників тренерського штабу клубу «Тіджикджа», до складу якого приєднався 2017 року.
Протягом 2018—2023 років захищав кольори клубів «Тевраг-Зейна», «ДРБ Тадженанет», «Хуссейн Дей», «Аль-Насра» (Бенгазі) та «Нуадібу».
До складу клубу «Аль-Худуд» приєднався 2023 року. 

## Виступи за збірну
У 2015 році дебютував в офіційних матчах у складі національної збірної Мавританії.
У складі збірної був учасником Кубка африканських націй 2019 року в Єгипті, Кубка африканських націй 2021 року у Камеруні, Кубка африканських націй 2023 року у Кот-д'Івуарі.
| Дата       | Місто    | Господарі  | Результат | Гості        | Турнір                                   | Голи | Примітки |
| ---------- | -------- | ---------- | --------- | ------------ | ---------------------------------------- | ---- | -------- |
| 24-6-2019  | Суец     | Малі       | 4 – 1     | Мавританія   | Кубок африканських націй 2019 - 1-й етап | -    |          |
| 29-6-2019  | Суец     | Мавританія | 0 – 0     | Ангола       | Кубок африканських націй 2019 - 1-й етап | -    |          |
| 2-07-2019  | Суец     | Мавританія | 0 – 0     | Туніс        | Кубок африканських націй 2019 - 1-й етап | -    |          |
| 30-12-2021 | Абу-Дабі | Мавританія | 0 – 0     | Буркіна-Фасо | товариський матч                         | -    | кап.     |
| 23-1-2024  | Буаке    | Мавританія | 1 – 0     | Алжир        | Кубок африканських націй 2023 - 1-й етап | 1    | кап. 67' |
| Усього     |          | Матчів     | 5         |              | Голів                                    | 1    |          |